# 第1装甲師団 (ドイツ連邦陸軍)
第1装甲師団（ドイツ語：1. Panzerdivision）は、ドイツ連邦陸軍の師団のひとつ。ニーダーザクセン州ハノーファーに師団司令部を置き、隷下部隊をシュレースヴィヒ＝ホルシュタイン州、ニーダーザクセン州、テューリンゲン州、ノルトライン＝ヴェストファーレン州およびバイエルン州に駐屯させている。
非公式名称として介入戦力師団（Division Eingreifkräfte）がある。
師団規模は2個旅団を基幹に直轄支援部隊を擁し、人員は約18,500人で現在のドイツ連邦陸軍では唯一冷戦時代の編制を維持している師団でもある。また、本師団は頻繁に介入戦力（de:Eingreifkräfte）の主要構成要素部隊として指定される。これ以外に、ドイツが国家間連合軍を組織する場合、連合緊急対応軍団や第1ドイツ＝オランダ軍団に配備される。

## 概要
本師団の基本的任務はドイツ連邦共和国の国際的義務の履行することにある。このため本師団は北大西洋条約機構および欧州連合の下部組織である、北大西洋条約機構即応部隊および欧州連合戦闘群に提供・配備される。これ以外には第1ドイツ・オランダ軍団への戦力提供や陸軍指揮司令部（de:Heeresführungskommando）の指揮下で活動する事もある。
師団は任務に対応するため訓練を監督する。さらに、大災害対処や予備役兵の提供も含まれる。多国間軍事作戦のため、平和維持活動などに参加できるよう部隊は最適化され、師団は良質な装備や資材をもって、機動性の高い装甲車両や火力を迅速に提供できる。

## 歴史

### 第1次編制
本師団は、ドイツ連邦陸軍の創設に合わせて設立される。1956年7月1日に国境警備隊北部司令部下で第1猟兵師団として編制され、ハノーファーに司令部をおいた。基幹部隊は第1と第21擲弾兵大隊から成るA1戦闘群（ハノーファー）、第11と第31擲弾兵大隊から成るB1戦闘群（ハンブルク）および第1砲兵連隊、師団直轄部隊は第1通信大隊、第1戦車大隊、第5偵察大隊、第1工兵大隊、第1防空大隊で構成された。1957年に師団はNATOに結合される。1958年にB1戦闘群はB6戦闘群に改編され、第6装甲擲弾兵師団の母体と成る。

### 第2次・第3次編制
1959年7月1日に陸軍の構造改革のため師団名が第1装甲擲弾兵師団に改称・改編された。これによりA1戦闘群は第2装甲擲弾兵旅団に成る。その後、師団は3個旅団制となり、第1装甲擲弾兵旅団、第2装甲旅団、第3装甲旅団および第1砲兵連隊、直轄部隊は第1通信大隊、第1防空大隊、第1装甲偵察大隊、第7砲兵大隊、第1補給中隊、第1衛生大隊、第410整備大隊で構成され、更に1960年には第1軍楽隊が配備される。

### 第4次編制
1981年、第1装甲師団に改称・改編され、第1装甲擲弾兵旅団（ヒルデスハイム）、第2装甲旅団（ブラウンシュバイク）、第3装甲旅団（ニーンブルク）、第1防空砲兵連隊（ハノーファー）および第1砲兵連隊で構成された。

### 冷戦終結後
1994年に部隊の合併が開始され、装甲師団は第2防衛管区司令部が新組織として第1装甲師団 / 第2防衛管区司令部に成る。防衛管区との合併に伴い野戦軍と郷土防衛軍と合わせて人員22,000人まで拡大した。1994年から1995年にかけて第2および第3装甲旅団は解散した。2001年には合併段階作業は中断する。第1防衛管区（沿岸防衛）が組織され、旧組織の第2防衛管区の任務を引き継いだ。
師団は「将来の陸軍」により次のようになった。第1装甲擲弾兵旅団、第9装甲旅団、第8装甲旅団（非現役部隊）、司令部中隊、第1砲兵連隊、第1工兵連隊、第1防空連隊、第1後方支援連隊、第1通信大隊、第3装甲偵察大隊、第1軍楽隊および第1司令部中隊で構成された。師団は約10,000人規模となる。また、師団は第1ドイツ＝オランダ軍団に部隊を提供した。
2001年、師団はコブレンツの陸軍指揮司令部の隷下に入る。2007年末には第1装甲擲弾兵旅団と第9装甲教導旅団の一部が解散される。これに伴い下位部隊は改編され、第100工兵旅団、第100防空旅団、第100砲兵旅団および陸軍部隊旅団 (ドイツ連邦陸軍)で構成された。師団は改編により新しい体制となり、連邦軍は展開部隊師団の名称を与える。

### 実働任務
災害救助
1962年の1962年洪水でハンブルクに災害出動（de:Sturmflut 1962）
1975年8月のリューネブルガーハイデ火災（de:Brand in der Lüneburger Heide）
1978年から1979年の冬期における雪害
オドラ川洪水 (1997年)（de:Oderhochwasser 1997）
エルベ川洪水 (2002年)（de:Elbehochwasser 2002）
国外派遣
師団からはこれまでに、カンボジア、ボスニア・ヘルツェゴビナ、コソボ、マケドニア、アフガニスタンおよびクウェートに兵士を派遣している。師団は国外での任務に通算で7,650人以上を派遣しており、第10次SFOR/KFOR、第7次ISAF/カブール、第3次ISAF/クンドゥズ、2004年11月から2005年5月までの不朽の自由作戦がある。第1装甲師団は先導師団としての役割があり、派遣編成の準備と展開前の訓練が義務付けられている。

## 部隊編成
師団は2010年後半期に再編成される。改編は進行中で、第3後方支援大隊と工兵部隊は介入部隊に指定される。
- 師団司令部中隊　在ハノーファー
- 第9装甲教導旅団　在ムンスター
  - 旅団司令部中隊　在ムンスター
  - 第33戦車大隊　在ノイシュタット
  - 第93戦車教導大隊　在ムンスター
  - 第92装甲擲弾兵教導大隊　在ムンスター
  - 第325装甲砲兵大隊　在ムンスター
  - 第141後方支援大隊　在ノイシュタット
  - 第90偵察中隊　在ムンスター
  - 第90装甲工兵中隊　在ムンスター

- 第21装甲旅団　在アウグストドルフ
  - 旅団司令部中隊　在アウグストドルフ
  - 第203戦車大隊　在アウグストドルフ
  - 第212装甲擲弾兵大隊　在アウグストドルフ
  - 第215装甲砲兵大隊　在アウグストドルフ
  - 第7後方支援大隊　在ウンナ
  - 第210偵察中隊　在アウグストドルフ
  - 第200装甲工兵中隊　在アウグストドルフ

- 第1通信連隊　在ローテンブルク
- 第1軍楽隊　在ハノーファー
- 第3偵察教導大隊　在リューネブルク
- 第3後方支援大隊　在ローテンブルク
- 第6防空教育連隊　在リュティエンブルク
- 第7特殊武器防護大隊　在ヘクスター
- 第110特殊武器防護中隊　在ゾントホーフェン
- 第100砲兵連隊　在ミュールハウゼン
- 第100工兵連隊　在ミンデン
- 第610防空教育中隊　在パンカー

## 歴代師団長
| 代 | 氏名                                                                       | 着任           | 離任           |
| -- | -------------------------------------------------------------------------- | -------------- | -------------- |
| 1  | ヴィリー・マンティー陸軍准将 Willi Mantey                                  | 1956年7月1日   | 1957年3月31日  |
| 2  | パウル・ライヒェルト陸軍少将 Paul Reichelt                                 | 1957年4月1日   | 1959年3月31日  |
| 3  | ブルクハルト・ミュラー＝ヒレブラント陸軍少将 de:Burkhart Müller-Hillebrand | 1959年4月1日   | 1961年3月15日  |
| 4  | ヴィルヘルム・マイヤー＝デトリング陸軍少将 Wilhelm Meyer-Detring           | 1961年3月16日  | 1963年9月30日  |
| 5  | アントン・デトレフ・フォン・プラト陸軍少将 Anton Detlev von Plato          | 1963年10月1日  | 1966年9月30日  |
| 6  | クラウス・シューベルト陸軍少将 Klaus Schubert                              | 1966年10月1日  | 1970年3月31日  |
| 7  | ホルスト・ヒルデブラント陸軍少将 de:Horst Hildebrandt                      | 1970年4月1日   | 1972年12月14日 |
| 8  | ハンス＝ヨアヒム・ローザー陸軍少将 Hans-Joachim Löser                      | 1972年12月15日 | 1974年9月30日  |
| 9  | ヴィルヘルム・ガルケン陸軍少将 Wilhelm Garken                              | 1974年10月1日  | 1977年9月30日  |
| 10 | クリスチャン・シューネマン陸軍少将 Christian Schünemann                    | 1977年10月1日  | 1979年9月30日  |
| 11 | ハインツ・カッシュ陸軍少将 Heinz Kasch                                     | 1979年10月1日  | 1983年3月31日  |
| 12 | ヘニング・フォン・オンドラツァ陸軍少将 de:Henning von Ondarza              | 1983年4月1日   | 1985年4月30日  |
| 13 | ヘルゲ・ハンゼン陸軍少将 de:Helge Hansen                                   | 1985年5月1日   | 1987年9月30日  |
| 14 | ハルトムート・ベーレント陸軍少将 Hartmut Behrendt                          | 1987年10月1日  | 1991年3月31日  |
| 15 | エルンスト・リッシンナ陸軍少将 Ernst Lissinna                              | 1991年4月1日   | 1994年3月31日  |
| 16 | ハルトムート・ベーレント陸軍少将 Hartmut Behrendt                          | 1994年4月1日   | 1994年9月      |
| 17 | ゲルト・シュルツェ＝ローンホフ陸軍少将 de:Gerd Schultze-Rhonhof            | 1994年10月     | 1996年3月      |
| 18 | クリスチャン・ヘルウィッグ陸軍少将 Christian Hellwig                       | 1996年4月      | 1999年         |
| 19 | ホルスト・フェルスター陸軍少将 Horst Förster                               | 2000年         | 2002年9月30日  |
| 20 | カール・アッカーマン陸軍少将 Karl Ackermann                                | 2002年10月1日  | 2005年         |
| 21 | ヴォルフ＝ディーター・ラングヘルト陸軍少将 de:Wolf-Dieter Langheld         | 2005年         | 2008年12月18日 |
| 22 | マルクス・クナイプ陸軍少将 de:Markus Kneip                                 | 2008年12月19日 | 2012年5月31日  |
| 23 | カルステン・ヤーコプソン陸軍少将 de:Carsten Jacobson                       | 2012年6月1日   | 2014年5月28日  |
| 24 | ヨハン・ランゲネッガー陸軍少将 de:Johann Langenegger                       | 2014年5月28日  |                |